# Stringer Davis
James Buckley Stringer Davis (* 4. Juni 1899 in Birkenhead, Cheshire, England; † 29. August 1973 in Chalfont St Giles, Buckinghamshire, England) war ein englischer Schauspieler. Stringer Davis war von 1945 bis zu deren Tod 1972 mit der sieben Jahre älteren Charakterschauspielerin Margaret Rutherford verheiratet. An ihrer Seite spielte er in verschiedenen Verfilmungen der Miss-Marple-Romane von Agatha Christie die Rolle des Mr. (Jim) Stringer, des Vertrauten Miss Marples, der in den literarischen Vorlagen jedoch nicht vorkommt. Margaret Rutherford hatte darauf bestanden, dass ihr Ehemann in den Filmen mitspielt, und so wurde eine Rolle für ihn dazugeschrieben.

## Leben
Stringer Davis wurde am 4. Juni 1899 in der nordenglischen Stadt Birkenhead geboren. Sein Vater George Davis war Bankangestellter, seine Mutter Hausfrau. Davis besuchte die Uppingham Public School und erhielt dort bereits eine militärische Grundausbildung. Unmittelbar nach seinem achtzehnten Geburtstag meldete er sich zum Militärdienst und wurde als Leutnant des 3rd Battalion South Lancashire Regiment noch im August 1918 an die Front geschickt. Er war in dieser Endphase des Ersten Weltkrieges noch an Kämpfen beteiligt und wurde im September 1919, rund zehn Monate nach Friedensschluss, aus dem Militärdienst entlassen.
Davis’ Eltern hatten sich kurz nach seiner Rückkehr aus dem Militärdienst getrennt. Seine Mutter bewohnte in Reading, einer Stadt am Zusammenfluss von Kennet und Themse auf halber Strecke zwischen Oxford und London, ein weitläufiges Haus. Davis lebte in ihrer Nähe oberhalb eines Bootshauses unmittelbar an der Themse. Seit seiner Entlassung aus dem Militärdienst arbeitete Stringer Davis als Schauspieler und Regisseur und gehörte der Schauspielgruppe der Oxford Repertoire Company an. Im Jahre 1930 lernte Davis seine spätere Ehefrau Margaret Rutherford – eine zu diesem Zeitpunkt noch wenig bekannte Schauspielerin – kennen. Davis und Rutherford verband über die nächsten 15 Jahre eine platonische Beziehung, die in ihrer Intensität wechselte, zeitweilig aber sehr eng war. Regisseur und Schauspieler Frith Banbury zählt zu dem Personenkreis, der beide näher kannte, und war wie andere Personen aus dem Umkreis der beiden Schauspieler davon überzeugt, dass die sich nur sehr langsam entwickelnde Beziehung unter anderem darauf zurückzuführen war, dass Davis bisexuell war. Eine weitere Rolle spielte jedoch, dass Davis’ Mutter Ethel der Beziehung ablehnend gegenüberstand.
Mit Eintritt Großbritanniens in den Zweiten Weltkrieg meldete sich der mittlerweile 40-jährige Davis erneut zum Militärdienst. Am 15. Oktober 1939 wurde er zum Leutnant des East Yorkshire Regiment ernannt und sofort eingezogen. Rutherford und Davis blieben im engen Briefkontakt; sie sandte ihm unter anderem türkische Zigaretten, die er bevorzugt rauchte, und Taschentücher, weil er immer wieder an Erkältungen litt. Am 25. April 1940 gehörte Davis zur British Expeditionary Force, die in Frankreich eingesetzt wurde. Er war Teilnehmer der Schlacht von Dünkirchen und gehörte zu den britischen Soldaten, die bis zum 4. Juni 1940 evakuiert wurden. Ein Missverständnis zwischen Davis und Rutherford verhinderte, dass sie sich während seines Fronturlaubs trafen, was für eine kurze Weile dazu führte, dass Rutherford ihren Kontakt zu ihm abbrach. Davis diente bis zum Ende des Zweiten Weltkrieges und leistete seinen Militärdienst unter anderem in Nordafrika und Nordwesteuropa. Erst in den letzten Monaten des Krieges erhielt er längeren Fronturlaub.
Stringer Davis und Margaret Rutherford heirateten am 26. März 1945. Die Flitterwochen des Ehepaares waren kurz: Rutherford trat zum Zeitpunkt ihrer Hochzeit in einem von Ivor Novellos Musicals auf, und Davis leistete nach wie vor Militärdienst. Erst am 8. Oktober 1945 wurde Davis aus dem Militärdienst entlassen.
Seinen ersten Filmauftritt hatte Davis 1948 in dem Film Miranda, in dem er einen Museumswärter spielte. Die Rolle hatte er auf Rutherfords Bitte erhalten, die gleichfalls in dem Film mitspielte. Insgesamt erschien Davis in mehr als 20 Filmen, in denen Rutherford eine Rolle übernahm. In späteren Jahren machte sie es zur Bedingung ihres Engagements, dass auch ihr Mann eine Rolle in ihren Filmen erhielt. Nach Rutherfords Tod 1972 trat Davis nur noch einmal in einer Episode einer Fernsehserie auf. Davis starb am 29. August 1973 friedlich im Schlaf.
Das Ehepaar nahm Anfang der 1960er-Jahre den Schriftsteller Gordon Langley Hall (geboren am 16. Oktober 1922, † 18. September 2000) bei sich auf, der Ende der 1960er-Jahre durch eine der weltweit ersten geschlechtsangleichenden Operationen eine Frau wurde und dann unter dem Namen Dawn Langley Simmons zahlreiche Bücher, darunter eine Biographie über Rutherford, schrieb.
Nach Davis Tod fälschte die langjährige Haushälterin dessen Testament und brachte sich so in den Besitz der Wertgegenstände des Ehepaares, darunter Porzellan, die von Rutherford gewonnenen Oscar und Golden Globe, Silberzeug, Schmuck und Gemälde, die in der anschließenden Gerichtsverhandlung auf 1031 Britische Pfund (19.055 Euro nach heutigem Wert) geschätzt wurden. Die Gegenstände wurden zum Teil bei einem Antiquitätenhändler in Fulham wiedergefunden, die Orden von Rutherford befanden sich bei Sotheby’s. Die Haushälterin wurde auf Kaution zunächst freigelassen. Zum angesetzten Gerichtstermin erschien sie nicht. Das Urteil gegen sie wurde nie vollstreckt.
Beigesetzt wurde Stringer Davis auf dem Friedhof der St. James Church von Gerrards Cross, Buckinghamshire neben Margaret Rutherford.
Auf Deutsch wurde Stringer Davis von dem Schauspieler Walter Bluhm synchronisiert, der auch Stan Laurel seine Stimme lieh.

## Filmografie (Auswahl)
- 1948: Miranda
- 1950: Das doppelte College (The Happiest Days of Your Life)
- 1953: Innocents in Paris
- 1954: Die Erbschaft der Tante Clara (Aunt Clara)
- 1957: Die kleinste Schau der Welt (The Smallest Show on Earth)
- 1959: Junger Mann aus gutem Hause (I’m All Right Jack)
- 1961: 16 Uhr 50 ab Paddington (Murder She Said)
- 1963: Auch die Kleinen wollen nach oben (The Mouse on the Moon)
- 1963: Der Wachsblumenstrauß (Murder at the Gallop)
- 1963: Hotel International (The V.I.P.’s)
- 1964: Vier Frauen und ein Mord (Murder Most Foul)
- 1964: Mörder ahoi! (Murder Ahoy)
- 1965: Die Morde des Herrn ABC (The Alphabet Murders)

## Einzelbelege
1. ↑  Andy Merriman: Margaret Rutherford. Dreadnought with Good Manners. S. 30.
2. ↑  Andy Merriman: Margaret Rutherford. Dreadnought with Good Manners. S. 32.
3. ↑  Andy Merriman: Margaret Rutherford. Dreadnought with Good Manners. S. 84.
4. ↑  Andy Merriman: Margaret Rutherford. Dreadnought with Good Manners. S. 30.
5. ↑  Andy Merriman: Margaret Rutherford. Dreadnought with Good Manners. S. 62.
6. ↑  Andy Merriman: Margaret Rutherford. Dreadnought with Good Manners. S. 64.
7. ↑  Andy Merriman: Margaret Rutherford. Dreadnought with Good Manners. S. 30.
8. ↑  Andy Merriman: Margaret Rutherford. Dreadnought with Good Manners. S. 92.
9. ↑  Andy Merriman: Margaret Rutherford. Dreadnought with Good Manners. S. 96.
10. ↑  Andy Merriman: Margaret Rutherford. Dreadnought with Good Manners. S. 88.
11. ↑  Andy Merriman: Margaret Rutherford. Dreadnought with Good Manners. S. 268.
12. ↑  Andy Merriman: Margaret Rutherford. Dreadnought with Good Manners. S. 268.
13. ↑  knerger.de: Das Grab von Margaret Rutherford und Stringer Davis.

| Personendaten    | Personendaten                                      |
| ---------------- | -------------------------------------------------- |
| NAME             | Davis, Stringer                                    |
| ALTERNATIVNAMEN  | Davis, James Buckley Stringer (vollständiger Name) |
| KURZBESCHREIBUNG | englischer Schauspieler                            |
| GEBURTSDATUM     | 4. Juni 1899                                       |
| GEBURTSORT       | Birkenhead, Cheshire, England                      |
| STERBEDATUM      | 29. August 1973                                    |
| STERBEORT        | Chalfont St Giles, Buckinghamshire, England        |